# ライン郡区
ライン郡区 （ビルマ語: လှိုင် မြို့နယ်、英語: Hlaing Township）はミャンマー ヤンゴン市 ヤンゴン北部県にある郡区。郡区は16の小区（Ward）によって構成される。郡区の北はマヤンゴン郡区とタマイン川、東はマヤンゴン郡区とインヤー湖、南はカマユ郡区、西はラインタヤ郡区に接する。ライン郡区の推定人口は、2000年時点で12万5千人。小学校32校、中学校8校、高等学校4校がある。

## 主な建築物
ヤンゴン市開発委員会が保全しているライン郡区の建築学的重要な建築物は以下の通り。
| 建築物                     | 種類 | 所在地                     | 記 |
| -------------------------- | ---- | -------------------------- | -- |
| スリ・マリー・ヨーマン教会 | 教会 | ヤンゴン=インセイン通り 49 |    |